# Madarász Adeline
Madarász Adeline, Madarász Adelin Hermin (Pest, 1871. május 26. – Budapest, 1962. február 10.) festőművész.

## Életútja
Madarász Viktor (Győző) festő és Grosjean Adeline lányaként született. Tanulmányait a budapesti Mintarajziskolában végezte, majd huzamosabb ideig Párizsban élt, ahol a Julian Akadémián dolgozott. Műveit bemutatta több ízben is a Műcsarnok és a Nemzeti Szalon kiállításain. Egy festménye megtalálható a Magyar Nemzeti Galériában.
1903. november 28-án Budapesten feleségül ment Katona Béla kormányügyész helyetteshez. Miután megözvegyült, 1922. szeptember 24-én Budapesten házasságot kötött Kárpáthy Jenő festőművésszel, akitől 1928-ban elvált. Halálát szívizomelfajulás, végelgyengülés okozta. 1962 februárjában a Rákospalotai temetőben temették el, majd 1964. június 10-én exhumálták és apja mellé temették a Kerepesi temetőben.